# Великозозулинецька сільська рада
Вели́козозулине́цька сільська́ ра́да — адміністративно-територіальна одиниця та орган місцевого самоврядування у Красилівському районі Хмельницької області. Адміністративний центр — село Великі Зозулинці.

## Загальні відомості
- Територія ради: 52,482 км²
- Населення ради: 1 355 осіб (станом на 2001 рік)
- Територією ради протікає річка Случ

## Населені пункти
Сільській раді були підпорядковані населені пункти:
- с. Великі Зозулинці
- с. Малі Зозулинці
- с. Новосілка
- с. Підлісся
- с. Юхт

## Склад ради
Рада складалася з 16 депутатів та голови.
- Голова ради: Концевий Павло Олегович
- Секретар ради: Когут Олеся Павлівна

### Керівний склад попередніх скликань
| Прізвище, ім'я, по батькові | Основні відомості                                                                       | Дата обрання | Дата звільнення |
| --------------------------- | --------------------------------------------------------------------------------------- | ------------ | --------------- |
| Концевий Павло Олегович     | Сільський голова, 1976 року народження, освіта вища, член Соціалістичної партії України | 26.03.2006   | 31.10.2010      |
| Концевий Павло Олегович     | Сільський голова, 1976 року народження, освіта вища                                     | 31.10.2010   |                 |

Примітка: таблиця складена за даними сайту Верховної Ради України

### Депутати
За результатами місцевих виборів 2010 року депутатами ради стали:

#### За суб'єктами висування
| Суб'єкт висування | Кількість обраних депутатів | %    |
| ----------------- | --------------------------- | ---- |
| Партія регіонів   | 9                           | 56,3 |
| Самовисування     | 6                           | 37,5 |
| Єдиний Центр      | 1                           | 6,3  |

#### За округами
| № округу        | Прізвище, ім'я, по батькові     | Дата визнання обраним | Освіта             | Партійна приналежність | Відомості про обраного депутата                                           |
| --------------- | ------------------------------- | --------------------- | ------------------ | ---------------------- | ------------------------------------------------------------------------- |
| Єдиний Центр    |                                 |                       |                    |                        |                                                                           |
| 3               | Деревенько Іван Петрович        | 04.11.2010            | середня спеціальна | позапартійний          | ТзОВ «Ланка-агро», охоронець                                              |
| Партія регіонів |                                 |                       |                    |                        |                                                                           |
| 1               | Циглюк Іван Петрович            | 04.11.2010            | середня спеціальна | позапартійний          | Старокостянтинівський держлісгосп, майстер лісу                           |
| 2               | Коцюк Юрій Петрович             | 04.11.2010            | середня спеціальна | позапартійний          | тимчасово не працює                                                       |
| 5               | Онойко Олександр Володимирович  | 04.11.2010            | вища               | позапартійний          | Дільнична лабораторія, фельдшер                                           |
| 6               | Когут Олеся Павлівна            | 04.11.2010            | середня спеціальна | позапартійна           | Великозозулинецька сільська рада, секретар                                |
| 8               | Концева Галина Олексіївна       | 04.11.2010            | середня спеціальна | позапартійна           | загальноосвітня школа І-ІІІ ст., вчитель                                  |
| 10              | Приймак Людмила Павлівна        | 04.11.2010            | вища               | позапартійна           | загальноосвітня школа І-ІІІ ст., вчитель                                  |
| 12              | Сікорська Віра Федорівна        | 04.11.2010            | вища               | позапартійна           | Кошелівська загальноосвітня школа І-ІІІ ст., заступник директора          |
| 13              | Козуб Олена Миколаївна          | 04.11.2010            | вища               | позапартійна           | загальноосвітня школа І-ІІІ ст., вчитель                                  |
| 15              | Головатюк Наталія Степанівна    | 04.11.2010            | середня спеціальна | позапартійна           | фельдшерський пункт с. Улянівка, завідувачка                              |
| Самовисування   |                                 |                       |                    |                        |                                                                           |
| 4               | Перебийносюк Світлана Дмитрівна | 04.11.2010            | середня спеціальна | позапартійна           | тимчасово не працює                                                       |
| 7               | Приймак Лілія Миколаївна        | 09.01.2011            | середня спеціальна | позапартійна           | ТЦ обслуговування одиноких пристарілих та інвалідів, соціальний працівник |
| 9               | Кищук Василь Степанович         | 04.11.2010            | вища               | позапартійний          | загальноосвітня школа І-ІІІ ст., вчитель                                  |
| 11              | Синчук Петро Олександрович      | 04.11.2010            | середня спеціальна | позапартійний          | ТзОВ «Агро-Ланка», водій                                                  |
| 14              | Заїка Василь Володимирович      | 04.11.2010            | середня спеціальна | позапартійний          | Красилівське комунальне лісниче господарство, лісник                      |
| 16              | Головатюк Валерій Петрович      | 04.11.2010            | вища               | позапартійний          | тимчасово не працює                                                       |